# オートウェーブ
株式会社オートウェーブは、1990年設立の新車・中古車販売、車検・整備・修理や、タイヤ・オイル交換等メンテナンスサービスを取り扱う、日本の自動車関連企業である。

## 概略
千葉県に、新車・中古車販売、車検・整備・修理や、タイヤ・オイル交換等メンテナンスサービスを取り扱うチェーン店を展開している。世の中から事故車・故障車を無くすことを企業ミッションとして掲げ、安全に拘った商品提案やサービス提供を行っている。
また、オイル交換がスピーディに実施できる半地下ピットや、最新鋭のタイヤ交換機器、車検設備等を積極的に導入し、ピットサービスの提供品質強化を図っている。
同時に、株式会社神戸物産を本部とするフランチャイズ制スーパーマーケット「業務スーパー」のフランチャイジーとして食料品小売事業にも進出しており、宮野木店、富里店、佐原店のほか、合計7店舗を展開している。この他、コインランドリー事業や自転車事業も展開している。

## 沿革
- 1990年9月 - 株式会社オートウェーブ設立。
- 1994年2月 - 株式会社ベルガレージ（資本金10百万円）設立。
- 1999年9月 - 株式会社ベルガレージを100%子会社とする。
- 2000年9月 - 店頭登録市場 (現・JASDAQ)に株式を公開 。
- 2013年7月 - 東京証券取引所と大阪証券取引所の統合に伴い、東京証券取引所JASDAQ（スタンダード）に上場。
- 2019年4月 - 100％子会社の株式会社ベルガレージを吸収合併。
- 2022年4月 - 東京証券取引所の市場区分見直しにより、東京証券取引所のJASDAQ（スタンダード）からスタンダード市場に移行。

## 現在展開中の店舗
2024年11月現在、店舗は全て千葉県内にある。

### オートウェーブ
- 宮野木店（千葉県千葉市稲毛区宮野木町）
- 千種サービスセンター（同花見川区千種町）
  - カーリペア館（同花見川区千種町）
- 富里店（千葉県富里市七栄）
- 浜野店（千葉県千葉市中央区浜野町）
- 柏沼南店（千葉県柏市風早）
- 上総君津店（千葉県君津市法木作）
- 茂原店（千葉県茂原市北塚）

### 業務スーパー
- 宮野木店（千葉県千葉市稲毛区宮野木町）
- 富里店（千葉県富里市七栄）
- 佐原店（千葉県香取市）
- いすみ大原店（千葉県いすみ市）
- 上総牛久店（千葉県市原市）
- 八日市場店（千葉県匝瑳市）
- 富津店（千葉県富津市）

### サイクルウェーブ
- 宮野木店（千葉県千葉市稲毛区宮野木町）
- 君津店（千葉県君津市法木作）